# Aykut Erçetin
Aykut Erçetin (n. 14 de septiembre de 1982 en Göppingen, Alemania) es un exfutbolista turco, que se desempeñó como guardameta. Fue descubierto por cazatalentos turcos en Alemania. Su último equipo fue el Rizespor.

## Clubes
| Club           | País     | Año         |
| -------------- | -------- | ----------- |
| Stuttgart II   | Alemania | 2003        |
| Galatasaray SK | Turquía  | 2003 - 2014 |
| Rizespor       | Turquía  | 2014 - 2015 |

## Honores
- Galatasaray
  - Superliga de Turquía: 2 (2006, 2008)
  - Copa de Turquía: 1 (2005)
  - Supercopa Turca: 1 (2008)

- Datos: Q729830
- Multimedia: Aykut Erçetin / Q729830